# Jodi Balfour
Jodi Balfour (ur. 29 października 1987 w Kapsztadzie) – południowoafrykańska aktorka, która wystąpiła m.in. w serialach For All Mankind, Zamęt i Rellik.

## Filmografia

### Filmy
| Rok  | Tytuł                   | Rola               | Uwagi       |
| ---- | ----------------------- | ------------------ | ----------- |
| 2011 | Vampire                 | Michaela           |             |
| 2011 | Oszukać przeznaczenie 5 | Woman              |             |
| 2013 | A Ghost Within          | Hanna / Abby       | krótkometr. |
| 2013 | The Husband             | Claire             |             |
| 2013 | Afterparty              | Karen              |             |
| 2013 | Waterloo                | Molly Mckenzie     | krótkometr. |
| 2014 | Valentines Day          | Molly              | krótkometr. |
| 2015 | Unearthing              | Fisher Hart        |             |
| 2015 | Eadweard                | Mary               |             |
| 2015 | Almost Anything         | Beans              |             |
| 2019 | The Rest of Us          | Rachel             |             |
| 2023 | Bloom                   | Laurel             | krótkometr. |
| 2023 | Freud’s Last Session    | Dorothy Burlingham |             |

### Telewizja
| Rok     | Tytuł                                      | Rola             | Uwagi                  |
| ------- | ------------------------------------------ | ---------------- | ---------------------- |
| 2009    | Filantrop                                  | Concierge        | 1 odc.                 |
| 2010    | Kongo                                      | Johanna Wenz     | film TV                |
| 2010    | Tower Prep                                 | Emily Wright     | 2 odc.                 |
| 2011    | The Sinking of the Laconia                 | Sarah Fullwood   | miniserial             |
| 2011    | R.L. Stine’s The Haunting Hour: The Series | Priscilla        | 1 odc.                 |
| 2011    | Nie z tego świata                          | Melissa          | 1 odc.                 |
| 2011    | V                                          | V Greeter        | 1 odc.                 |
| 2011    | Sanctuary                                  | Terry            | 1 odc.                 |
| 2012–13 | Primeval: New World                        | Samantha Sedaris | 3 odc.                 |
| 2012–13 | Bombowe dziewczyny                         | Gladys Witham    | w gł. obsadzie         |
| 2014    | The Best Laid Plans                        | Lindsay Dewar    | miniserial             |
| 2014    | Bomb Girls: Facing the Enemy               | Gladys Witham    | film TV                |
| 2016    | Zamęt                                      | Joni Conway      | gł. rola               |
| 2017    | Rellik                                     | Elaine Shepard   | gł. rola               |
| 2017    | The Crown                                  | Jackie Kennedy   | odc. Dear Mrs. Kennedy |
| 2019    | Detektyw                                   | Lori             | 2 odc.                 |
| 2019–23 | For All Mankind                            | Ellen Waverly    | w gł. obsadzie         |
| 2023    | Ted Lasso                                  | Jack             | 4 odc.                 |